# ウルスラグナ
ウルスラグナ（Vərəθraγna）とは、ゾロアスター教において崇拝される英雄神。

## 概要
ウルスラグナの名は勝利を意味し、アヴェスター語形で、パフラヴィー語ではワルフラーン（Varhrān）といい、「障害を打ち破る者」を意味する。他の別名にアルタグン、ワフラームやバフラームがある。
語源的にインド神話の神インドラの形容語ヴリトラハンと共通しており、ウルスラグナの成立に関しては、イランでインドラが悪魔の地位に降ろされた結果、形容語だけが独立した神格として崇拝され続けたという説と、イランに存在したウルスラグナの原型となる神とインドラがヴェーダが成立する際に合体したという説がある。
ゾロアスター教神学に於いては中級神ヤザタに分類される。男性神格としてイメージされ、特に戦争の勝利を司る神で、虚偽者や邪悪なる者に罰を与え自らを崇拝するものには勝利を与えるという。
戦う両軍の間に四枚の翼を広げてウルスラグナが降り立った時は、最初にこの神を崇めた方が勝利をおさめるといわれる。
またペルシア7曜神では火星神とされる。
教祖ゾロアスター自身が説いたとされる『ガーサー』には、ウルスラグナは特定の神格としては登場していない。ヘレニズム色の強いパルティア王国の時代になると、ギリシア神話のヘラクレスと同一視され盛んに信仰された。
サーサーン朝ペルシアでは帝王の性格を持つ戦勝の神として熱心に崇拝され、バフラームの名を持つ王も数名現れている。
その初代皇帝アルダシール1世は、自らウルスラグナの聖火を建立し、以後、サーサーン歴代の皇帝達が参詣した。
また、この時代から現在に至るまでウルスラグナは道路や旅程を守る神として信仰されている。
アルメニアの民族的英雄神ヴァハグン（Vahagn）はウルスラグナが起源で、怪物ヴィシャップを殺す。

## 10の化身
『ウルスラグナ祭儀書』によれば、ウルスラグナはアワタールという変身に長け、10種の姿をとってゾロアスターの前に現れたとされる。
それによりウルスラグナは変身して戦うといわれ、特に力強いイノシシの姿をとって戦場でミスラを先導する姿は、宗教画などに好んで描かれた。
また、鳳（おおとり）の時は霊力に優れ、この羽根を持てば災難除けの呪いになった。この羽根を身体に擦り付けると、悪い呪いを術者に跳ね返す事が出来るといわれる。
1. 強い風
2. 黄金の角を持つ雄牛
3. 黄金の飾りをつけた白馬
4. 鋭い爪と長い毛を持つ俊足の駱駝
5. 鋭い牙をした野猪
6. 十五歳の輝かしい若者
7. 鳳（おおとり）
8. 美しい野生の雄羊
9. 鋭い角を持つ山羊
10. 黄金の刃のある剣を持つ人間

これはヴィシュヌの10のアヴァターラに対応するという説がある。
両者の変化する動物には猪を除いて共通するものが無いが、ゾロアスター教では善悪二元論によって善い動物・悪い動物が規定されていることと、ウルスラグナの成立にオリエント文化の影響があったことなどが背景として考えられる。